# Nectria ganymede
Nectria ganymede är en svampart som beskrevs av Lowen & Minter 1987. Nectria ganymede ingår i släktet Nectria och familjen Nectriaceae.   Inga underarter finns listade i Catalogue of Life.